# Гас Брюле
Гас Брюле́ (окс. Gace Brulé; около 1160 — после 1213) — средневековый поэт и музыкант, один из первых труверов.

## Творчество
Сохранилось 62 стихотворения, еще 23 ему приписываются (авторство сомнительно). Из 53 сохранившихся с музыкальной нотацией многие представляют собой контрафактуры. В свою очередь песни Гаса Брюле использовались для контрафактуры другими музыкантами. Так, например, его (традиционная куртуазная) «Douce dame» («Милая дама») была переделана в кондукт «Pater sancte dictus Lotharius» («Святой отче Лотарий»), написанный по случаю интронизации папы Иннокентия III (1198).
Структура стихов Гаса Брюле многообразна. В большинство их 5-6 строф, по 7-8 стихов в строфе (изредка 11). По большей части строфы изометрические (10-сложники), но встречаются и строфы, в которых 10-сложники перемежаются более короткими стихами. Встречаются также 7-сложные и 8-сложные стихи. 
В отличие от поэтической музыкальная структура (текстомузыкальная форма) более однообразна. Подавляющее большинство сочинений написано в той или иной разновидности формы бар. Финалис большинства сочинений d, редко встречаются сочинения с финалисом e (De bone amour) и c (Quant l’erbe muert). Ряд песен (например, Chanter me plaist, De bone amour, Tant m’a mené) нотирован в третьем ритмическом модусе, но встречается и второй модус (Sorpris d’amors). В целом же ритмика у Гаса Брюле свободна и не сводима к модальным шаблонам (как и у большинства труверов).

## Издания
- The lyrics and melodies of Gace Brulé, ed. by S.N. Rosenberg, S. Danon and H. van der Werf. New York, 1985.
- Trouvère lyrics with melodies. Complete comparative edition, ed. H. Tischler // Corpus mensurabilis musicae 107 (1997)